# Колоніалізм
Колоніалі́зм (фр. colonialisme, від лат. colonia — поселення) — політика країни чи групи країн, спрямована на підкорення іншої держави, території або народу за допомогою методів військового, політичного чи економічного примусу. Політичну основу колоніалізму становило насильницьке позбавлення населення колоній можливостей реалізовувати свої суверенні права, узурповані метрополіями. Колоніалізм означає принципову нерівноправність відносин між метрополією і колонією (провінцією). Це виявляється в:
1. політичному пануванні метрополії і, відповідно, домінуванні одного етносу чи нації;
2. різному порядку формування і функціонування державних інституцій метрополії та колонії;
3. обмеження населення колонії в правах.

Колоніалізм супроводжується економічною експлуатацією, руйнуванням культури корінного населення, нівелюванням етнокультурних і релігійний особливостей, нав'язуванням офіційної метрополітальної культури, формуванням ідеології, що виправдує панування (расизм, месіанство т.п.), що поширює імперські міфи і стереотипи.
Панування метрополії може бути встановлене насильно (колоніальні війни) чи шляхом відповідного договору.
Колоніально залежна держава (протекторат) може зберігати частину інституцій і власний правопорядок у межах обмежених повноважень, головним чином у внутрішній політиці; влада в колонії може здійснюватися колоніальною адміністрацією із залученням представників місцевої еліти.

## Типи колоніалізму

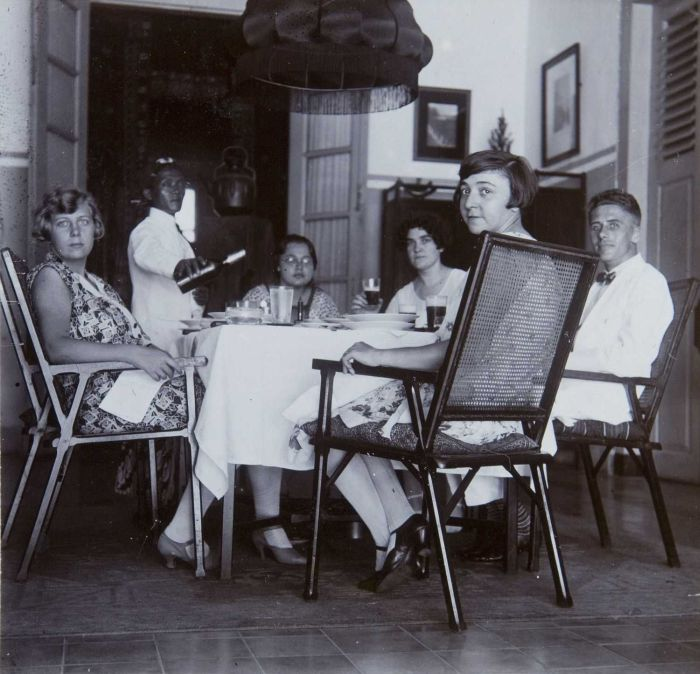
Голландська сім'я на Яві, 1927 рік

Газета «Таймс» одного разу пожартувала, що існує три типи колоніальних імперій: «Англійська, що полягає у створенні колоній з колоністами; німецька, що збирає колоністів без колоній; французька, що створює колонії без колоністів». Сучасні дослідження колоніалізму часто розрізняють різні категорії колоніалізму, що перетинаються між собою, і які загалом поділяються на чотири типи: колоніалізм поселенців, експлуатаційний колоніалізм, сурогатний колоніалізм і внутрішній колоніалізм. Деякі історики виділяють й інші форми колоніалізму, зокрема національну та торгівельну.
- Переселенський колоніалізм передбачає широкомасштабну імміграцію поселенців до колоній, часто мотивовану релігійними, політичними чи економічними причинами. Ця форма колоніалізму в основному спрямована на витіснення існуючого раніше населення поселенським, і передбачає еміграцію великої кількості поселенців до колоній з метою заснування поселень.[4] Аргентина, Австралія, Бразилія, Канада, Чилі, Китай, Нова Зеландія, Росія, Південна Африка, Сполучені Штати, Уругвай та (що суперечливо) Ізраїль є прикладами націй, створених або розширених у їхній сучасній формі колонізацією поселенців.[5][6][7][8][9][10]
- Експлуатаційний колоніалізм передбачає меншу кількість колоністів і зосереджується на експлуатації природних ресурсів або робочої сили на користь метрополії. Ця форма складається з торгових поселень, а також більших колоній, де колоністи становлять більшу частину політичної та економічної адміністрації. Європейська колонізація Африки та Азії значною мірою відбувалася під егідою експлуататорського колоніалізму.[11] Легально мандат Ліги Націй не утворював колонії, але фактично він не відрізнявся від експлуатаційного колоніалізму.
- Сурогатний колоніалізм охоплює проєкт поселення, підтримуваний колоніальною державою, у якому більшість поселенців не є представниками тієї самої етнічної групи, що й правляча держава, як це (суперечливо) стверджувалося у випадку підмандатної Палестини та колонією Ліберія[en].[12][13]
- Внутрішній колоніалізм — це поняття нерівномірної структурної влади між регіонами держави. Джерело експлуатації знаходиться всередині держави. Це проявляється в тому, як контроль та експлуатація можуть переходити від людей з країни-колонізатора до іммігрантського населення в новій незалежній країні.[14][15]Harbour Street, Кінгстон, Ямайка, прибл. 1820

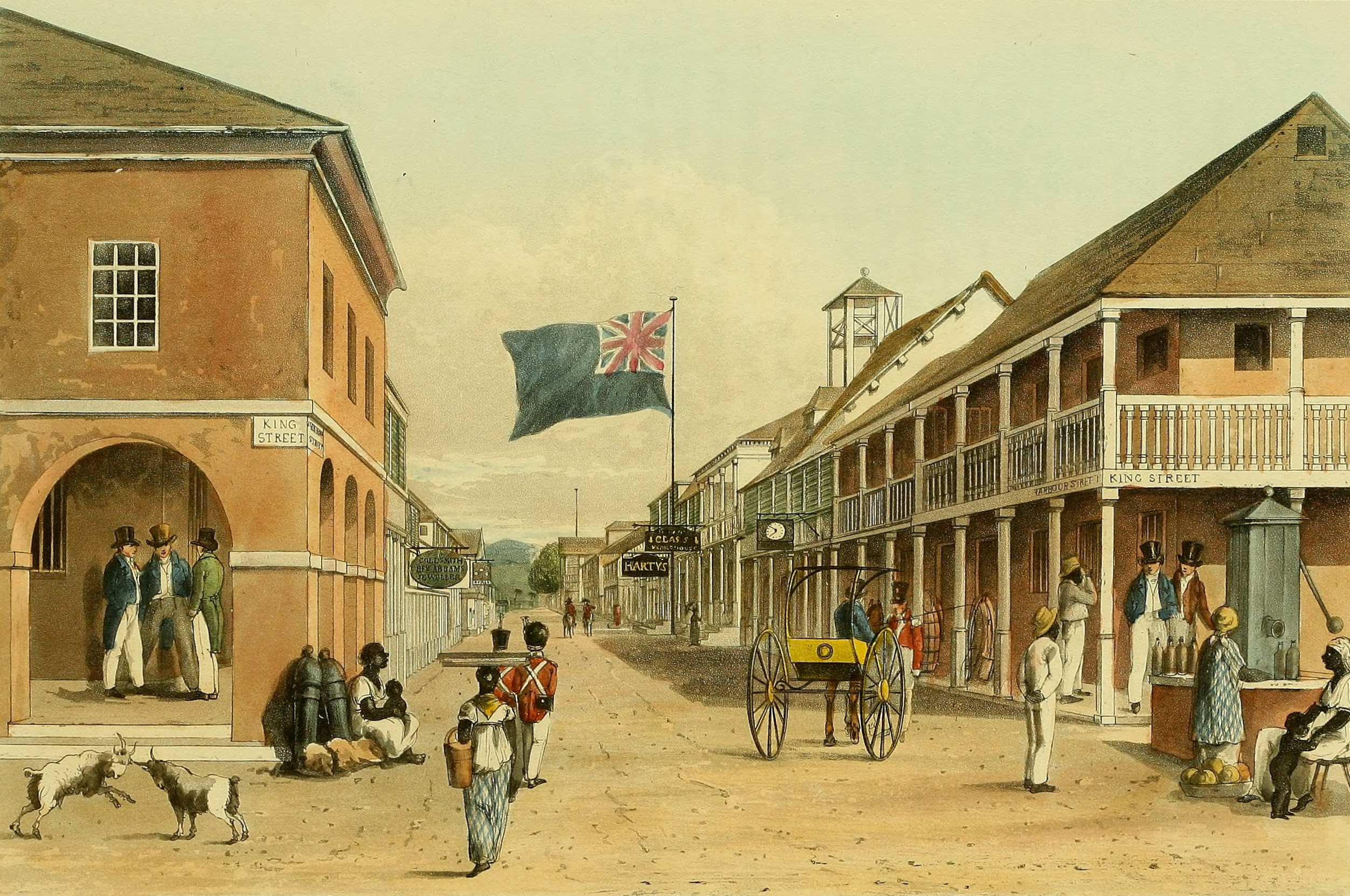
Harbour Street, Кінгстон, Ямайка,

- Національний колоніалізм — це процес, що включає елементи як поселенського, так і внутрішнього колоніалізму, в якому створення нації та колонізація симбіотично пов'язані, а колоніальний режим прагне переробити колонізовані народи на свій власний культурний і політичний лад. Мета полягає в тому, щоб інтегрувати їх у державу, але лише як відображення бажаної для держави культури. Китайська Республіка на Тайвані є архетиповим прикладом національно-колоніального суспільства.[16]
- Торговий колоніалізм передбачає здійснення колоніальних підприємств на підтримку торгівельних можливостей для купців. Ця форма колоніалізму була найбільш помітною в Азії XIX століття, де раніше ізоляціоністські держави були змушені відкрити свої порти для західних держав. Прикладами цього є опіумні війни та відкриття Японії.[17][18]

## Історія колоніалізму
Явище колонізації існувало в різні епохи в різних частинах світу. Агресивну політику завоювання та освоєння чужих земель проводили такі різні народи: хетти, інки та британці, проте термін колоніалізм зазвичай вживають щодо Європейських заморських імперій. Щодо континентальних загарбань, вживається термін імперіалізм. Серед історичних імперій: Монгольська імперія, Візантійська імперія, Османська імперія, Імперія Александра Македонського, Арабський халіфат, Перська імперія, Римська імперія. Османська імперія захоплювала Середземномор'я, Північну Африку, Південно-Східну Європу й існувала одночасно з європейським колоніалізмом у різних інших частинах світу.
Початком колоніалізму європейських держав вважають 1415 рік, в якому Португальське королівство, завершивши реконкісту на Піренейському півострові, продовжило напади на протилежному узбережжі Північній Африці й захопило там мусульманський порт Сеута. Протягом наступних десятиліть Португалія сміливо наступала на африканське узбережжя, встановлюючи торгові пости, порти й фортеці. Португальські та іспанські дослідники продовжували відкривати нові землі на узбережжях Африки, Америки, Близького Сходу, Індії та Східної Азії й проголошувати їх своєю власністю.
7 липня 1494 року Папа Римський Александр VI поділив світ на дві частини, віддавши західну Іспанії, а східну — Португалії. Проте ні Французьке королівство, ні Королівство Англія такого поділу ніколи не визнавали.
У другій половині XVI століття Англійська колоніальна держава розширилася, поглинувши Ірландію. Пройшовши через низку ранніх невдач, Британія, Франція та Нідерланди зуміли встановити заморські свої імперії, здатні конкурувати з португальською, іспанською та між собою. У XIX столітті Британська імперія стала найбільшою імперією в історії людства, як за чисельністю населення (449,6 млн чол.), так і за територією (34.650 тис. км²).
Кінець XV століття став початком другої за розмірами колоніальної імперії — Російської імперії, що починалась з Московської держави (Московії) Івана (Іоана) III й набула офіційного статусу імперії з 22 жовтня 1721 року. На 1914 рік являла собою найбільшу на земній кулі державну територію у єдиному кордоні — 21.799 тис. км² і другу за площею державу. Внаслідок руйнування інших колоніальних імперій та приєднання (дипломатичним шляхом, загрозою застосування сили, військовою силою та шляхом угод з Великими державами) до своєї основи — СРСР — перед війною, під час її та після війни значних територій, серед іншого — і значних територій заселених українцями, — після Другої світової війни стала найбільшою за площею колоніальною імперією. Економічно і політично від неї стали залежними також кілька держав-сателітів, яким були нав'язані силою вигідні імперії політичні режими та маріонеткові уряди. На території більшості з них Росія утримувала свої війська.
Після початку руйнування імперії у 1989—1991 від впливу Росії звільнилась більшість держав-сателітів, а на колишній її території сформувався ряд незалежних держав.
Наприкінці XVIII століття почався протилежний процес деколонізації — незалежність здобули США, а на початку XIX століття звільнилися від правління європейських метрополій країни Латинської Америки. Втрата колоній невідновно ослабила Іспанію та Португалію, а от Британія, Франція й Нідерланди зосередили увагу на Старому Світі: Південній Африці, Індії та Південно-Західній Азії, де вже й раніше були встановлені окремі анклави. Під кінець XIX століття стала набирати силу Німеччина, вступивши в протиборство з іншими європейськими імперіями за «місце під сонцем».
Індустріалізація призвела до інтенсифікації політики захоплення заморських територій в кінці XIX і на початку XX століть. У гонитву за колоніями включилися також США.
У період між Першою та Другою світовими війнами була утворена Ліга Націй, яка видавала мандати на управління заморськими територіями, що фактично закріплювали за могутніми державами «право» на експлуатацію колоній.
Епоха деколонізації розпочалася в другій половині XX століття, завдяки наростанню національно-визвольних рухів у всьому світі та економічній недоцільності для провідних держав утримувати колонії силою. На зміну прямому колоніалізму прийшов неоколоніалізм — політика утримування контролю над формально незалежними колишніми колоніями за допомогою економічних важелів. У процесі деколонізації отримали незалежність держави Африки та Азії, багато острівних держав Атлантичного і Тихого океанів, розпочався процес розпаду великих континентальних імперій. На початок XXI століття прямих колоніальних володінь держав першого світу залишилося небагато.
У період холодної війни після здобуття незалежності численними колишніми колоніями виник термін «Третій світ», яким позначають слабко-розвинуті країни, що перебувають під значним економічним і політичним тиском колишніх метрополій. Економічні негаразди вдома спричиняють значну міграцію населення із цих країн в Європу та Америку.

## Наслідки колоніалізму
Колоніалізм як політика держав, що на певному історичному етапі випередили у своєму економічному й військовому розвитку інші держави, несприятливо вплинув на процес становлення державності в колоніях. Економіка підневільних держав розвивалася однобоко, орієнтуючись у першу чергу на потреби ринків держав-метрополій. Навіть після отримання колишніми колоніями незалежності, вони ще надовго залишаються економічно залежними від ринків й капіталу поневолювачів. Звертаючись за позиками з метою прискорити економічний розвиток, нові незалежні держави часто накопичують борги, порівнянні з валовим національним продуктом, і не можуть не тільки розплатися з кредиторами, а й обслуговувати борги виплатою відсотків.
Спроби таких країн, як, наприклад, Камбоджа, В'єтнам, Лаос, звільнитися цієї залежності, приймаючи курс на соціалізм й шукаючи підтримки в комуністичних режимів, завершувалися невдало, оскільки приводили до економічної ізоляції.
У багатьох країнах масова колонізація європейцями призвела до утворення расово розділеного суспільства, яскравим прикладом чого є встановлення політики апартеїду в Південній Африці. Часто межі нових незалежних держав встановлюються не відповідно до регіонів проживання певних народів, а відповідно до кордонів імперіалістичних колоній, що є джерелом напруженості, воєн і випадків геноциду.
Колоніалізм руйнує культуру поневолених народів, призводить до встановлення мов колонізаторів (англійської, французької, португальської, іспанської, російської) як мов міжнаціонального спілкування серед різних етносів нових незалежних колоній, які через колоніальне минуле не змогли ще сформувати власну державність.
Колоніалізм часто супроводжується культурним, мовним і релігійним гнітом метропольної нації. Відповіддю на руйнування культури поневолених народів є, зокрема, тенденція поширення як складової частини національно-визвольних рухів релігійного фундаменталізму, який став однією із нагальних світових проблем, починаючи з кінця XX-го століття.

## Осмислення колоніалізму та його історичної ролі
Наприкінці XX століття виник новий філософсько-літературний напрям — постколоніалізм, який намагається осягнути наслідки колоніального минулого й причини, що призводять до утворення культурної прірви між народами колишніх колоній та колишніх метрополій.

## Марксизм
Марксизм розглядає колоніалізм як форму капіталізму, що передбачає експлуатацію та соціальні зміни. Маркс вважав, що, працюючи в рамках глобальної капіталістичної системи, колоніалізм тісно пов'язаний з нерівномірним розвитком. Це «інструмент масового руйнування, залежності та систематичної експлуатації, що породжує викривлену економіку, соціально-психологічну дезорієнтацію, масову бідність та неоколоніальну залежність». Колонії створюються як способи виробництва. Пошук сировини й нинішній пошук нових інвестиційних можливостей є результатом міжакпіталістичного суперництва за накопичення капіталу. Ленін вважав колоніалізм першопричиною імперіалізму, оскільки імперіалізм відрізнявся від монополістичного капіталізму через колоніалізм, і як пояснює Лял С. Сунга: «Володимир Ленін рішуче відстоював принцип самовизначення народів у своїх „Тезах про соціалістичну революцію та право націй на самовизначення“ як невід'ємну частину програми соціалістичного інтернаціоналізму», і він цитує Леніна, який стверджував, що «Право націй на самовизначення передбачає виключно право на незалежність у політичному сенсі, право на вільне політичне відокремлення від нації гнобителя. Зокрема, ця вимога політичної демократії передбачає повну свободу агітації за відокремлення і за проведення референдуму про відокремлення нацією, що відокремлюється». Неросійські марксисти в РРФСР, а пізніше в СРСР, такі як Султан-Галієв і Василь Шахрай, тим часом між 1918 і 1923 роками, а потім після 1929 року, вважали радянський режим оновленою версією російського імперіалізму та колоніалізму.

## Колоністика
Галузь колоністики вивчає колоніалізм з таких точок зору, як економіка, соціологія та психологія.